# Triggerfish Animation Studios
Triggerfish Animation Studios — комп'ютерно-анімаційна кіностудія, заснована в 1996 році в Кейптауні. Студія найбільш відома своїми анімаційними повнометражними фільмами «Замбезія» (2012) та «Король сафарі» (2013), а також телепроєктом «Stick Man» (2015).

## Історія
Студія Triggerfish Animation Studios була створена Жакі Трауеллом та Еммою Кей в 1996 році в Кейптауні. Спочатку компанія займалась рекламою і телепроєктами, а починаючи з 2006 року — анімаційними повнометражними фільмами.

## Фільмографія
Фільми
| # | Назва                  | Дата виходу (в Україні) | Бюджет      | Касові збори | RT  | MC |
| - | ---------------------- | ----------------------- | ----------- | ------------ | --- | -- |
| 1 | Adventures In Zambezia | July 3, 2012            | $20 000 000 | $34 428 345  | 17% | —  |
| 2 | Khumba                 | October 25, 2013        | $20 000 000 | $27 000 000  | 47% | 41 |
| 3 | Dreambuilders          | January 29, 2016        |             |              |     |    |
| 4 | Seal Team              | December 31, 2021       |             |              |     |    |

Телепроєкти
| # | Назва            | Дата виходу    |
| - | ---------------- | -------------- |
| 1 | Stick Man        | 25 грудня 2015 |
| 2 | Revolting Rhymes | грудень 2016   |